# Linia kolejowa Podwołoczyska – Tarnopol
Linia kolejowa Podwołoczyska – Tarnopol – linia kolejowa na Ukrainie łącząca stację Podwołoczyska ze stacją Tarnopol. Zarządzana przez dyrekcję tarnopolską Kolei Lwowskiej (oddział ukraińskich kolei państwowych). Fragment trasy Odessa – Lwów.
Znajduje się w obwodzie tarnopolskim. Linia na całej długości jest dwutorowa i zelektryfikowana.

## Historia
Linia powstała w 1871, w czasach Austro-Węgier, jako fragment kolei galicyjskiej im. Karola Ludwika, łącząc koleje austro-węgierskie z rosyjską siecią kolejową poprzez przejście Podwołoczyska/Wołoczyska.
W okresie międzywojennym położona była w Polsce. Po II wojnie światowej znalazła się w granicach Związku Sowieckiego. Od 1991 leży na Ukrainie.